# Adenia oblongifolia
Espèce
Synonymes
- Adenia oblongifolia Harms[2]
- Adenia tenuispira Engl.[2]
- Modecca mannii Mast.[2]
- Modecca tenuispira Stapf[2]

Adenia oblongifolia est une espèce de plantes à fleurs de la famille des Passifloraceae et du genre Adenia.

## Description
C'est une liane ligneuse.

## Distribution
Endémique du Cameroun, très rare, elle a été récoltée par Alois Staudt le 16 février 1896 à la station Johann-Albrechtshöhe (Kumba), au bord du lac Barombi Mbo.